# Octavio Vidales
Manuel Octavio Vidales Martínez (Ica, 2 de abril de 1965) es un exfutbolista y entrenador peruano que jugaba como defensa. Su primer equipo dirigido fue Unión Huaral de la Segunda División de Perú. Actualmente es presidente del Consejo Regional del Deporte (CRD) de Ica. 

## Trayectoria
Como futbolista se desempeñó en diversos clubes del país pero la mejor parte de su carrera la paso en Universitario de Deportes, club con el que ganó dos campeonatos peruanos de primera división, además disputó la Copa Libertadores con la camiseta crema. También jugó en equipos como Octavio Espinosa de su natal Ica y Unión Huaral, donde compartió equipo con su hermano Juan Vidales, Sporting Cristal, Deportivo Municipal, entre otros.

## Selección nacional
Su debut oficial fue el 10 de mayo de 1989 contra Brasil (1-4). Jugó un total de 3 partidos internacionales con la Selección peruana. 
También formó parte de la selección de Perú para el torneo de la Copa América de 1991, realizado en Chile. 

## Clubes

### Como futbolista
| Club                      | País      | Año       |
| ------------------------- | --------- | --------- |
| Octavio Espinosa          | Perú      | 1983-1986 |
| Unión Huaral              | Perú      | 1987-1988 |
| Universitario de Deportes | Perú      | 1989-1992 |
| Sporting Cristal          | Perú      | 1993      |
| Deportivo Municipal       | Perú      | 1994      |
| Atlético Torino           | Perú      | 1995      |
| Deportivo Sacachispas     | Guatemala | 1996      |
| Guardia Republicana       | Perú      | 1997      |

### Como entrenador
Actualizado al 21 de julio de 2017.
| Club              | País  | Año       | PJ | PG | PE | PP | %      |
| ----------------- | ----- | --------- | -- | -- | -- | -- | ------ |
| Unión Huaral      | Perú  | 2011      | 6  | 3  | 1  | 2  | 33.34% |
| Cobresol FBC      | Perú  | 2012-2013 | 11 | 3  | 2  | 6  | 33.33% |
| Alianza Cristiana | Perú  | 2013      | 7  | 1  | 1  | 5  | 19.05% |
| Alfonso Ugarte    | Perú  | 2017      | 6  | 4  | 0  | 2  | 66.67% |
| Octavio Espinosa  | Perú  | 2018      | -  | -  | -  | -  | -      |
| Total             | Total | Total     | 30 | 11 | 4  | 15 | 41.11% |

## Palmarés como jugador

### Campeonatos nacionales
| Título                     | Club                      | País | Año  |
| -------------------------- | ------------------------- | ---- | ---- |
| Campeonato Descentralizado | Universitario de Deportes | Perú | 1990 |
| Campeonato Descentralizado | Universitario de Deportes | Perú | 1992 |